# Sabueso español
El sabueso español es una raza de perro de rastro originaria del extremo norte de la península ibérica, incluida en el Grupo VI de la clasificación de la Federación Cinológica Internacional. Ha venido siendo utilizada en esas regiones desde hace siglos para la caza de toda clase de animales de pelo: jabalí, liebre, oso, lobo, ciervo, zorro, corzo y rebeco. Se trata de una raza exclusivamente de trabajo, dedicada a la caza con armas de fuego.

## Historia
La primera descripción de sabuesos peninsulares aparece en el “Libro de la Montería de Alfonso XI”, rey de Castilla, escrito durante la segunda mitad del siglo XIV, que en su capítulo 39 habla de “cuales hechuras deben ser los sabuesos y las sabuesas”.
Posteriormente aparecen diversas descripciones de los sabuesos ibéricos en los sucesivos tratados de caza españoles de los siglos XV, XVI y XVII: "Tratado de la Montería", "Discurso de la Montería" u "Origen y Dignidad de la Caça". "Arte de Ballestería y Montería"
Durante estos siglos los sabuesos españoles se utilizaron sobre todo en la caza del oso y el jabalí en la Caza de Montería. Su uso como perro de sangre fue muy generalizado entre los monteros dedicados al arte de la ballestería. Además desde muy antiguo se ha venido empleando el sabueso español en la caza a traílla para concertar el encame de osos, jabalíes o lobos.
A medida que se fueron generalizando las armas de fuego y la caza mayor fue declinando, el uso del sabueso en el norte de España fue derivando hacia la caza menor, sobre todo a la caza de la liebre "a la vuelta", aunque también ha seguido empleándose sin interrupción en la caza del jabalí y el corzo.
Hoy en día la recuperación de las poblaciones de caza mayor en el norte de España ha hecho que de nuevo se haya vuelto a utilizar de manera masiva el sabueso español, ya estandarizado y uniformizado como raza desde 1982, preferentemente para la caza del jabalí, sobre todo en lo que en la tradición montera norteña se denomina la caza del jabalí a traílla.

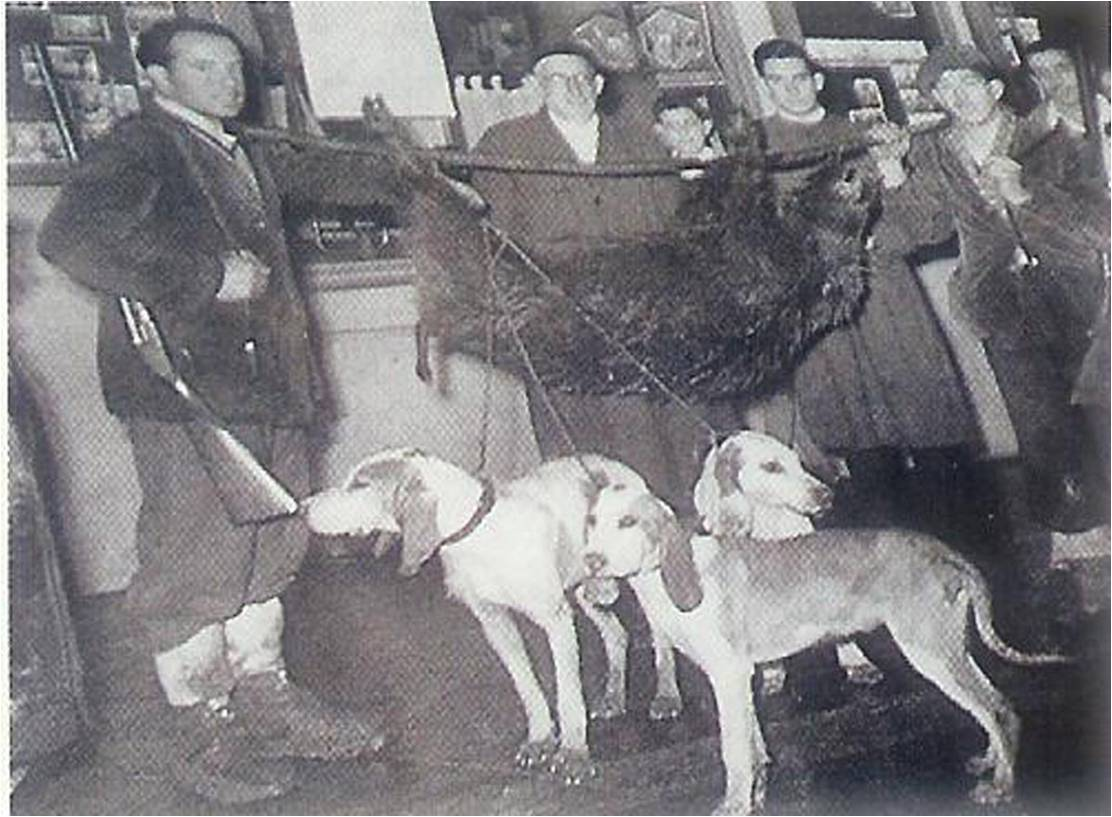
Cacería de jabalís en Cantabria. Año 1952.

## Apariencia
Es un perro de talla media, eumétrico y longilíneo. De hermosa cabeza y largas orejas acampanadas. Destaca el elevado perímetro torácico de la raza y el diámetro longitudinal que supera ampliamente la alzada a la cruz, con costillas redondeadas. De esqueleto compacto y fuertes miembros; de pelo fino, liso y pegado. De mirada dulce, triste y noble. Es cariñoso y manso. No obstante, los buenos ejemplares muestran gran valor en la caza del jabalí.
La apariencia general es la de un perro fuerte y resistente, no muy alto pero muy rústico. Los dos colores que presenta son el rojo y el blanco, solos o combinados. Se admiten narices y uñas tanto negras como color carne. El color rojo puede oscilar desde un tono muy claro (limón) hasta un tono rojizo amarronado.
La raza presenta un elevado dimorfismo sexual, la talla de los machos oscila entre los 52 y 57 cm y la de las hembras entre los 48 y 53 cm.
En un principio se diferenciaron dos subtipos dentro de la raza: El sabueso de monte y el sabueso lebrero, pero posteriormente se unificaron ambos.

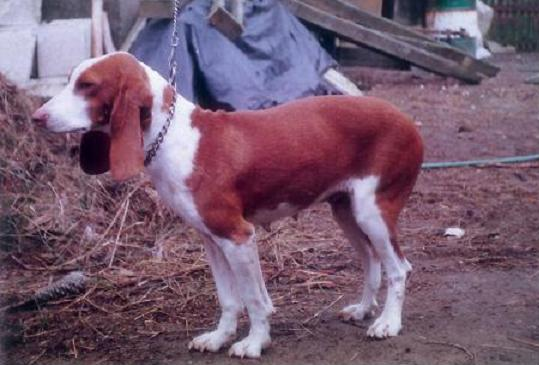
Ejemplar de Sabuesa Española de antiguo tipo Lebrero.

## Funcionalidad
El sabueso español es un perro de rastro con un gran olfato, destacando por su capacidad de acometer rastros de muchas horas de antigüedad; su voz es golpeadora, potente y de tonos graves. Por su manera de modular la voz podemos conocer la fase en la que se encuentra la cacería: Acercamiento, levante, persecución, parado o llamada a muerto. En el norte de España al ladrido del sabueso durante la caza se le denomina "latido" o "llatido", y al acto de ladrar mientras avanza siguiendo un rastro o "demanda": "latir" o "llatir".
Es muy utilizado en la caza de la liebre. Tradicionalmente, una vez levantada la liebre, se esperaba que el sabueso a fuerza de tesón y pericia fuese capaz de hacerla volver al lugar donde se produjo el levante, donde era aguardada por el cazador con un arma de fuego para abatirla. Es lo que se denomina caza de la liebre "a la vuelta".
También es muy utilizado para la caza del jabalí en las monterías norteñas, sobre todo en la modalidad denominada "a traílla", la más genuina y tradicional, cuyo origen se pierde en el tiempo. Ésta consiste en buscar el encame del jabalí (u otra caza) con el auxilio de un sabueso sujeto de una correa. Cazador (llamado "montero") y sabueso seguirán el rastro de las andanzas nocturnas del jabalí hasta llegar al lugar donde se encuentra durmiendo durante el día, cuestión que se asegura procediendo a efectuar un rodeo de la mancha de monte donde está encamado el jabalí. Una vez asegurado el encame, el lugar es rodeado por varios cazadores y se sueltan algunos perros en el rastro de la presa para hacerla saltar y conducirla hacia los cazadores. El sabueso español resulta un perro excelente para este tipo de cacería.
Este perro de caza posee un carácter marcadamente independiente por haber sido seleccionado para cazar solo o acompañado únicamente por uno o dos sabuesos más, por lo tanto no se trata estrictamente de un perro de jauría. Asimismo necesita de un manejo firme en su educación para que únicamente trabaje los rastros de la especie cinegética que desea cazar su dueño.
Se trata de un perro de rastro generoso a la hora de dar la voz, muy resistente y trabajador y que tiende a perseguir su presa durante mucha distancia, no siendo raras las persecuciones efectuadas por un solo perro que duran más de 4-5 horas.

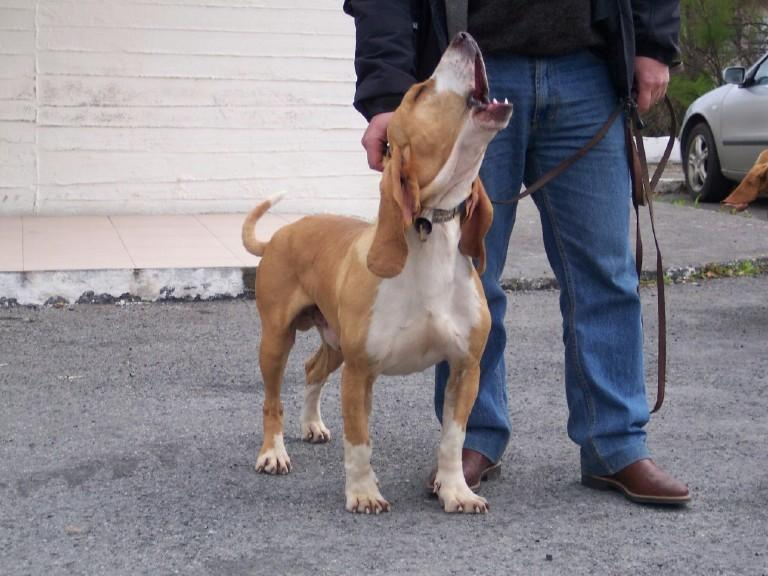
Ejemplar de Sabueso Español.